# Chiesa di San Bartolomeo (Caldes)
La chiesa di San Bartolomeo è la parrocchiale di Caldes in Trentino. Fa parte della zona pastorale delle Valli del Noce dell'arcidiocesi di Trento e risale al XIX secolo.

## Storia

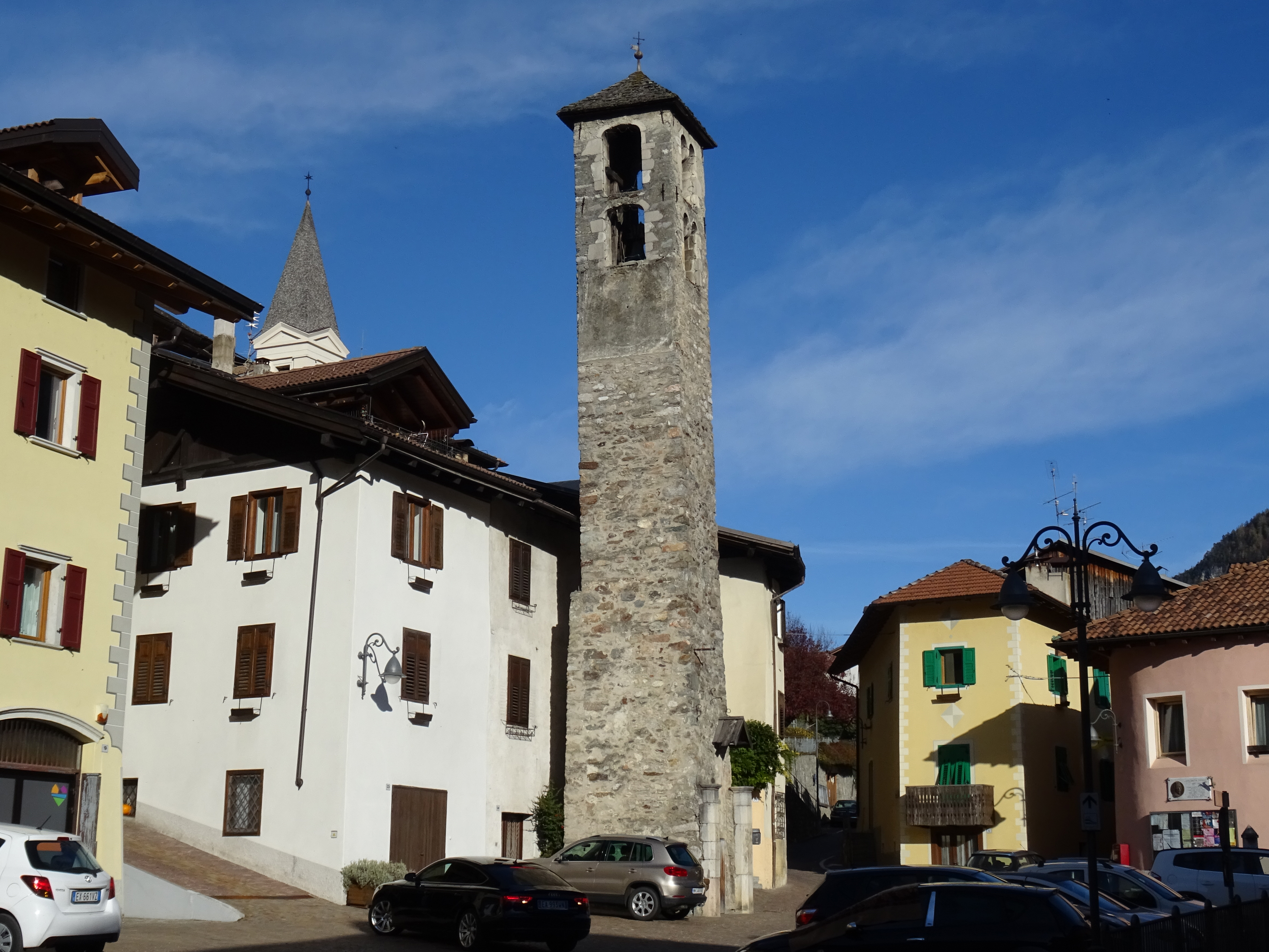
Campanile superstite in stile romanico della vecchia chiesa di San Bartolomeo demolita nel 1848. Si nota sullo sfondo a sinistra la cuspide del campanile della nuova parrocchiale.

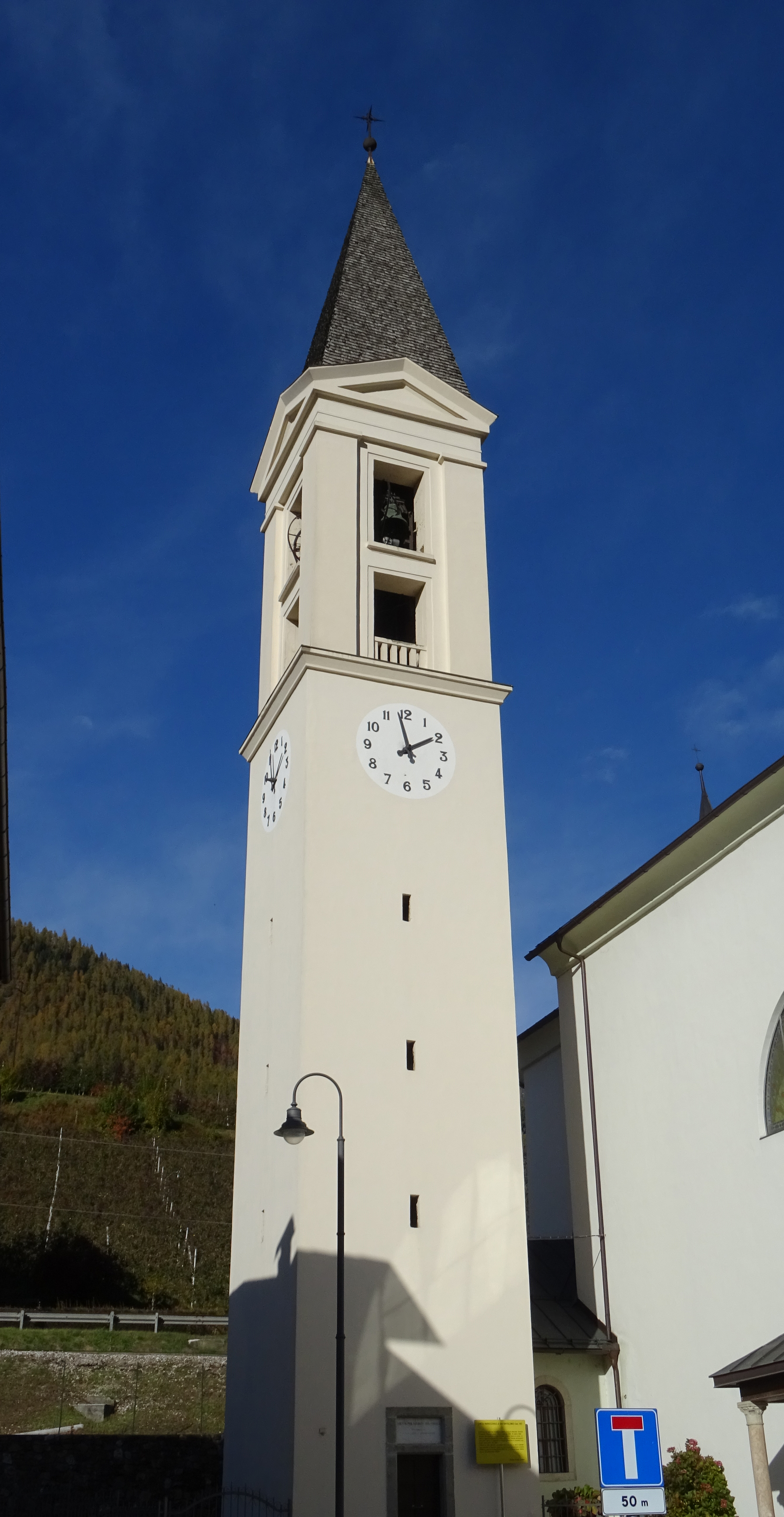
Torre campanaria della chiesa moderna.

Sin dal 1374 viene citato, a Caldes, un primo luogo di culto con dedicazione a san Bartolomeo, che si trovava affacciato sulla piazza del paese e venne demolito nel 1848. Di quella primitiva struttura rimane a testimonianza ancora la sua torre campanaria. Nel 1844, in Castel Caldes, i coniugi Thun (Alessandro e la consorte Maria Anna nata Spaur) donarono il terreno necessario alla costruzione del nuovo edificio e il progetto venne affidato al milanese Giacomo Moraglia. Il sito scelto per la sua costruzione si trovò così in posizione diversa rispetto al precedente, più elevata sul centro abitato. Il cantiere fu aperto nel 1850 e chiuso nel 1852, affidato al maestro muratore Gregorio Moscati. Appena ultimate le opere murarie, a partire dal 1953, il veneziano Luigi de Guarnieri ne arricchì gli interni con i suoi dipinti.
La solenne consacrazione della chiesa fu celebrata nel 1865 dal vescovo di Trento Benedetto Riccabona de Reichenfels e nel 1919 venne elevata a dignità parrocchiale. La torre campanaria, già progettata negli anni trenta, fu ultimata nel 1946 e fu benedetta l'anno successivo, con l'organo a canne, dal cardinale e arcivescovo di Palermo Ernesto Ruffini, la cui madre era nata a Caldes.

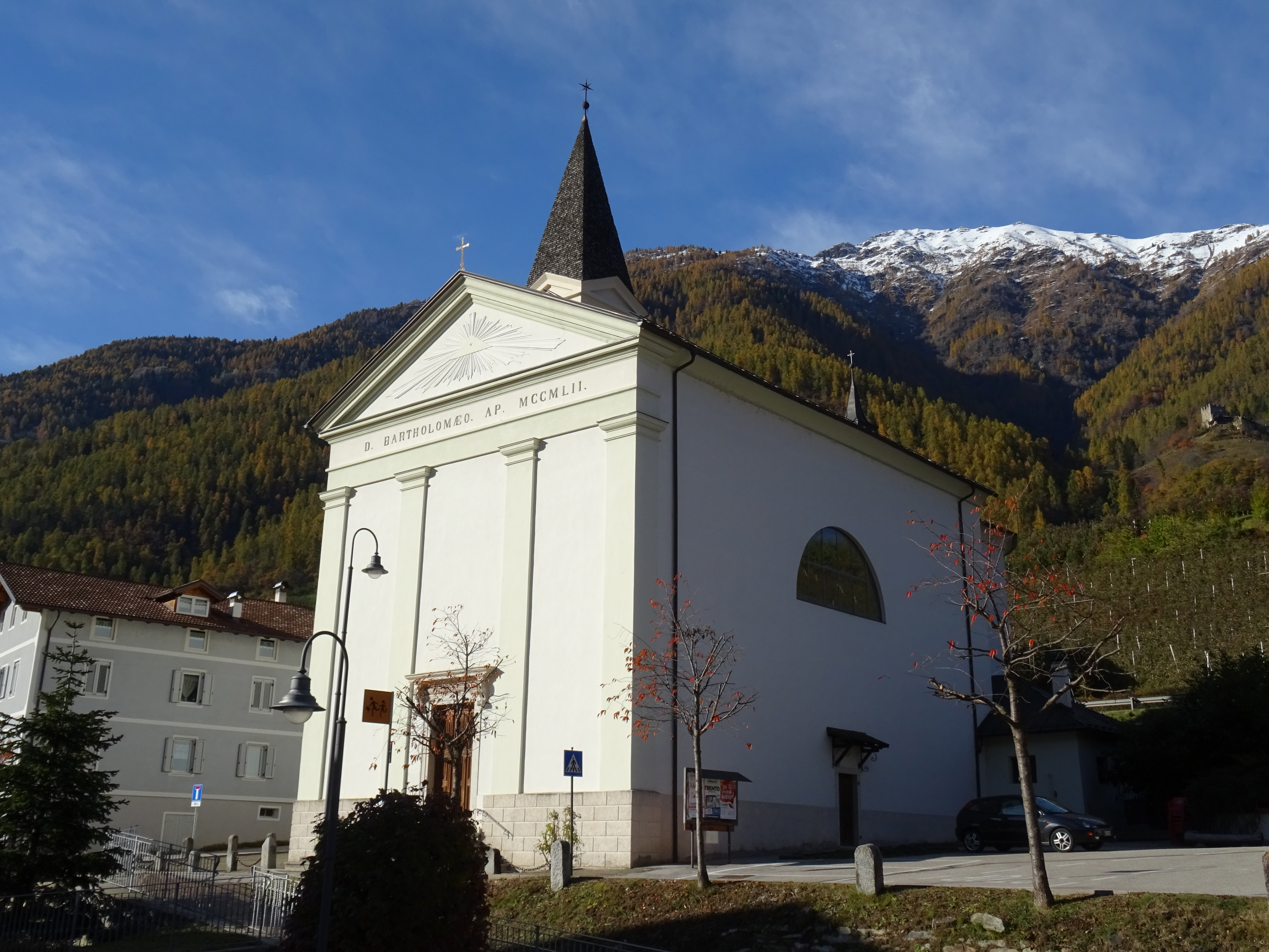
Edificio della chiesa di San Bartolomeo posta in posizione dominante sull'abitato di Caldes.

L'ultimo importante intervento ha riguardato l'adeguamento liturgico realizzato nel 1968 con carattere permanente. La mensa rivolta al popolo è stata posta al centro del presbiterio dopo che l'altare maggiore storico marmoreo è stato suddiviso e in parte reimpiegato per i poli liturgici postconciliari, come la stessa mensa e l'ambone posto alla sinistra. La custodia dell'Eucaristia col suo tabernacolo storico e frammenti marmorei dell'altare maggiore è stata trasferita nell'altare laterale destro. L'ambone è stato posto a sinistra e la sede del celebrante è costituita da una sedia in legno. Il fonte battesimale originale in pietra è stato spostato in avanti sulla parte opposta rispetto alla custodia eucaristica.

## Descrizione

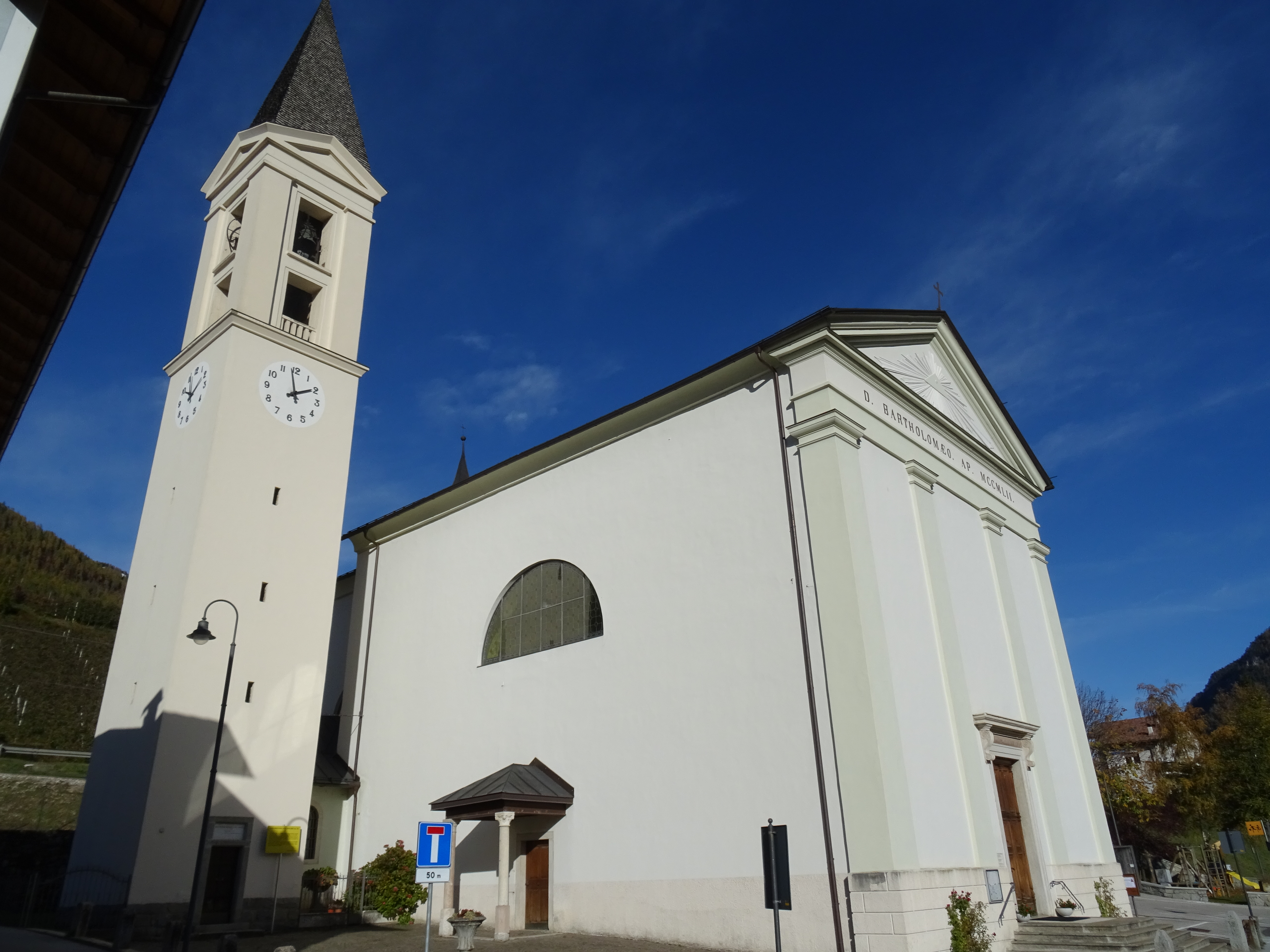
Fianco sinistro della chiesa e torre campanaria. Da notare il piccolo portico che funge da tettoia per l'ingresso laterale con colonne seicentesche che appartenevano alla vecchia chiesa.

### Esterni
La nuova chiesa parrocchiale di San Bartolomeo, sorta in sostituzione della precedente con stessa dedicazione, si trova in posizione elevata sull'abitato di Caldes con orientamento verso nord e vi si accede attraverso una scalinata. La facciata a capanna è in stile neoclassico caratterizzata da quattro paraste che reggono il grande frontone triangolare. Il portale è architravato. Sulla fiancata sinistra il piccolo portico è retto da due colonne del XV secolo che appartenevano alla vecchia chiesa. La torre campanaria, costruita quasi un secolo più tardi, rispecchia lo stesso stile della chiesa e la sua cella doppia si apre con due ordini di finestre rettagolari e culmina con la cuspide a piramide acuta a base ottagonale.

### Interni
La navata interna è unica e il presbiterio è leggermente rialzato. Molte opere nella sala sono attribuite a Luigi de Guarnieri da Venezia, in particolare la pala dell'antico altare maggiore che è stato smembrato e che raffigura la Predica di San Bartolomeo alle genti, la
Resurrezione di Cristo, la Trinità e gli Evangelisti. Il fonte battesimale storico in pietra risale al 1603.